# 辞書攻撃
辞書攻撃（じしょこうげき、英: Dictionary attack）は、主にコンピュータセキュリティ上で用いられる用語で、クラッカーが特定のコンピュータに施されたパスワードを調べたり、スパム送信者が送信先のメールアドレスを決める際に用いる手法である。

## 概要
ブルートフォースアタック（総当たり攻撃A～Z・0～9まで総当たりでパスワードを打ち込みパスワードを破る）の場合は、膨大な試行回数がかかり、時間ロスが大きい。そこで、人間が発想するパスワードはワンパターンな事が多いために、良く使われるパスワードを「辞書」的に登録し攻撃に利用するのが辞書攻撃である。辞書に記載された単語を利用して特定文字列を推察する方法だが、以下のように幾つかの利用方法がある。

### クラッカーの攻撃
辞書攻撃の辞書とは、文字通りの辞書（この場合、主に英語の）で、これに載っている単語を、パスワード等を知るために、片っ端から入力して行き、対象のコンピュータが、どのような反応を示すかを調べ、件のコンピュータに施されたパスワードを知る事ができる。なお辞書と言っても大抵はコンピュータプログラムで利用し易いよう、単語のみが羅列してあるファイルである。
この、一見すると自転車などに使うダイヤル錠を外すのに、0000 - 9999の全ての組み合わせを試すような非常に不毛な手法は、簡単なプログラムによって自動化するのも容易なため、ウェブページ改竄を目的とした技術程度の低いクラッカーが、サーバへ侵入する時などに良く試す方法の一つである。これは時間は確実に掛かるが、完全に失敗するという事が、比較的少ない。
ブルートフォースアタックでは、辞書そのものを使うよりも更に時間は掛かるが、より確実に結果がでる可能性が高い。同様の手法で、書庫ファイルに施されたパスワードを調べるソフトウェアも存在する。

### 迷惑メールの送信
スパムを携帯電話に向けて送信するスパム送信者の場合は、メールアドレスの“＠”より前を、辞書にある単語や、文字の組み合わせを試すという方法で、メールアドレスのリストを作成し、これに向けて迷惑メールを送信する。
この方法では、ほとんどが「実在しないメールアドレス」になるとされており、実際に携帯電話会社のメールサーバが毎日扱う電子メールの内で8割以上は、これら辞書攻撃で作られた「宛先が存在しないため、配信されずに送信者に送り戻される電子メール」だとする調査もある。また、この宛先不明の迷惑メールと見られる電子メールは、NTT DoCoMoの2001年の発表では、一日8億通にのぼる。これらの宛先不明メールの処理だけで、メールサーバに莫大な負荷が掛かるため、正常に相手先に届いている（ユーザー同士がやり取りしているメールを含む）1.5億通の電子メール遅延の要因にもなっている。

## 技術的問題と道義的問題
この辞書攻撃は、他人のコンピュータのパスワードを探ったり、誰かに迷惑な広告を送り付けるという実際の被害もさる事ながら、大量に送りつけられた情報を処理するのに、余計な仕事が増える関係上、標的となったコンピュータが他に行っている処理を遅らせる結果にも繋がる。
比較的良く似た攻撃（サーバへの一種の嫌がらせ）には、サーバに大量のリクエストを送り付ける事で、サーバの負荷を増大させて、全般的な機能低下や動作不良を誘発させるDoS攻撃もあるが、この辞書攻撃の方が、実質的な被害を与える事を目的として、副次的に負荷を増やしている点でより悪質といえる。
この手法は、クラッカーやスパム送信者にとって大変なデメリットがある。それは有意な結果を導き出すために、膨大な時間をサーバ接続した状態で費やす必要があるため、サーバを管理する側から（逆探知や調査をする時間もたっぷり取れるために）相手を特定され易い。また、DoS攻撃はサーバ側に対する業務妨害に繋がるため、損害賠償を求められる可能性が高いからである。